# 帕米尔黄耆
帕米尔黄耆（学名：Astragalus kuschakevitschii），又叫库沙克黄芪，为豆科黄芪属的植物。分布在俄罗斯以及中国大陆的西藏、新疆等地，生长于海拔2,500米至4,000米的地区，多生在山坡草地，目前尚未由人工引种栽培。

## 异名
- Astragalus pulvinalis P. C. Li et Ni